# 隋唐英雄传 (动画)
《隋唐英雄传》片长52集，是反映从隋朝末年到唐太宗继位传奇故事的动画片，依據《隋唐演義》、《說唐》、《秦王演義》、《十八棍僧救秦王》等歷史小說改編，由上海美术电影制片厂制作，王根发导演，王大为编剧，人物造型设定是台湾著名漫画家高永，由郭冠良（筆名冠良）进行服装造型设计及色指定，索贝国际机构全权负责中国大陆的电视播映及VCD、DVD等音像制品的发行與宣传。
2002年8月23日上午，《隋唐英雄传》动画在上海電影（集團）公司與上海美術電影製片廠主辦的「2002五豐上海動畫漫畫展覽會」舉辦發表會。2003年6月7日，北京电视台青少频道在每日19時20分首播《隋唐英雄传》动画。2003年9月30日，上海美术电影制片厂、上海文广传媒集团、索贝国际机构、滚石国际音乐股份有限公司、上海卡通文化发展公司、上海风华音像文化公司、台湾而立集团上海分公司、星传媒影视文化公司等合組的「《隋唐英雄传》中国版权合作委员会」在「2003北京国际城市动漫展」舉行成立仪式，並宣布《隋唐英雄传》动画已全部制作完成。2003年3月5日，高永与冠良合著的《隋唐英雄传》漫画版由东立出版社发行中文版單行本，中文版發行區域為台灣、香港及澳門。2004年1月12日，上海电视台电视剧频道在每日18時整首播《隋唐英雄传》动画。2007年，重新剪辑为75分钟的剧场版《神弓传奇》。

## 角色
1. 李世民（唐太宗）———赵铭 配音
2. 馬三寶
3. 李淵（唐高祖）
4. 李建成
5. 夏士蓮（宦官）
6. 单雄信
7. 王伯當
8. 虬髯客
9. 程咬金
10. 宇文成都
11. 秦瓊
12. 李元吉
13. 王世充，波斯人。
14. 長孫無蓉———范雷颖 配音
15. 哥舒芸，突厥女子，喜歡李世民。———黄笑嬿 配音
16. 李秀寧
17. 長孫無忌———张欣 配音
18. 明，小沙彌。———姚培华 配音
19. 拔力群，突厥人。
20. 萧皇后
21. 宇文化及
22. 楊廣（隋煬帝）
23. 娜黛，南洋國公主。
24. 娜平
25. 始毕可汗
26. 王雅萍
27. 红拂女
28. 王青英，波斯女王。
29. 李密
30. 尉遲恭
31. 徐茂公
32. 李靖
33. 楚潇潇
34. 刘武周
35. 云正魁
36. 尚师徒
37. 羅成
38. 裴元慶
39. 房玄龄
40. 张美人
41. 伊美人
42. 魏徵
43. 翟让
44. 柴绍
45. 赵化成
46. 廖无极，宇文化及收買的殺手。
47. 李老铁
48. 黄荣
49. 孙贵
50. 马泰
51. 刘彬
52. 陈福
53. 刘通
54. 白云道长
55. 方道南
56. 金虎
57. 杨玄感
58. 刘妃
59. 淑妃
60. 刘水
61. 云定兴
62. 段达
63. 突吉利
64. 张须陀
65. 王威
66. 杨侑
67. 景隆
68. 云海
69. 雄阔海
70. 独孤威
71. 风姑娘
72. 姚思廉
73. 阴世师
74. 新文礼
75. 秦琼母
76. 兰兰
77. 蔡建德
78. 裴寂
79. 薛仁杲
80. 李元霸
81. 伍云召
82. 伍天锡
83. 杨林
84. 魏文通
85. 杨素
86. 王仁则
87. 山妹子
88. 独孤盛
89. 山田美惠，日本女子。
90. 慕容雪
91. 王婉晶
92. 柳玉娥
93. 崔玉成
94. 林春燕
95. 李青

## 工作人員
- 出品人：朱永德
- 监制：金国平（上海美術電影制片廠廠長）、陈文
- 策划：陈桂宝、肖红、顾陆风、贡建英
- 统筹：朱毓平、王海帆
- 文学顾问：钱运达
- 编剧：王大为
- 导演：王根发
- 人物设计：高永、冠良
- 特技指导：邱小平
- 台本设计：王根发、唐智雄、张哲峰
- 背景设计：金一波
- 背景绘制：徐志伟
- 动作设计：张振挥、徐靖、朱鸣、徐静
- 动画：肖何、徐静
- 执行导演：逸辉
- 校对：单惠菁
- 电脑制作：陈健、王雪英、张捷、吴琼、戚建峰
- 剪辑：龚黎民
- 录音：施林虎
- 拟音：白伟民
- 混录：吴岱德
- 配音导演：李晔
- 主要配音演员：赵铭、范雷颖、张欣、黄笑嬿
- 音乐监制、作曲：董为杰
- 指挥：王永吉
- 演奏：上海民族乐团
- 片头曲：《少年游》 词曲：任贤齐 演唱：任贤齐
- 片尾曲：《花园》 词：姚若龙 曲：李天龙 演唱：梁静茹
- 歌曲提供：滚石国际音乐股份有限公司
- 制片：贺兆风
- 特别鸣谢：上海风华音像文化有限公司
- 总发行人：张旭东
- 发行：郭韦希、邓鹂、张景春
- 片尾制作：邢斌

## 漫畫版
單行本
1. 東立出版社2003年3月5日第一刷發行，ISBN 986-11-1982-5
2. 東立出版社2003年9月10日第一刷發行，ISBN 986-11-1980-9

## 外部連結
- 新浪娱乐《隋唐英雄传》专题網頁 （页面存档备份，存于）
- 中国中央电视台《隋唐英雄传》专题網頁
- 華視文化公司影片中心《隋唐英雄傳》簡介網頁
- 豆瓣电影上《隋唐英雄传》的資料 （简体中文）